# 지구의 6분의 1
《지구의 6분의 1》(Шестая часть мира)은 소련의 영화감독 지가 베르토프가 1926년에 만든 무성영화이다. 다큐멘터리에 가까운 형식을 통해 소련의 다양한 민족과 영토를 보여준다.

## 작업
여덟개의 팀이 촬영했으며, 베르토프와 엘리자베타 스빌로바가 편집했다.
1926년 8월 인터뷰에서 베르토프는 자신의 의도를 설명했다.
"지구의 6분의 1은 단순한 영화가 아니다. (...) 이미 영화라는 개념의 다음 단계이다. 우리의 슬로건은 다음과 같다: 10세와 100세 사이의 모든 소련 시민은 이 작품을 봐야한다. 10월 혁명 10주년 때 이 영화를 보지 않은 퉁구스인이 한명도 있어서는 안된다."

## 분석
일상의 장면을 객관적으로 촬영함으로써 현실을 보여주는 '키노-프라브다/키노-글라즈' 개념을 따르고 있다.
공식 프로파간다로 거의 사용되지 않았으며, 베르토프는 1927년 제작사에서 퇴출당하였다.